# 安德烈·舒瓦洛夫
安德烈·米哈伊洛维奇·舒瓦洛夫（俄语：Андре́й Миха́йлович Шува́лов，1965年1月8日—），苏联男子击剑运动员。他曾获得1991年世界击剑锦标赛男子重剑个人冠军。他也参加了1988年和1992年两届夏季奥运会，共收获三枚铜牌。